# Shiver (livro)
Shiver é um livro estadunidense escrito por Maggie Stiefvater. A obra foi publicada em 2009 pela Scholastic Press e faz parte da trilogia Os Lobos de Mercy Falls. Um livro extra, Sinner, foi publicado em 2014. No Brasil, a série está atualmente em circulação pela editora Harper Collins.

## Sinopse
"Quando criança, Grace foi salva do ataque de uma alcateia por um dos próprios lobos do grupo. Durante anos, a menina permaneceu fascinada pelo bicho e seus grandes olhos amarelos. O animal, na verdade, é Sam, um jovem que foi mordido por um lobo quando criança.
Por um longo tempo, os dois foram obcecados um pelo outro à distância. Durante uma caçada da alcateia, causada pela aparente morte de um adolescente local, Sam se fere e torna-se temporariamente humano. É nesse momento que os dois jovens se reencontram. O amor do casal é facilitado pelos pais de Grace, porém, ao mesmo tempo, é ameaçado por dois problemas: o fato de que Sam logo perder a capacidade de se tornar humano e da instabilidade de um novo licantropo."

## Sequências
| Ano  | Títulos originais | Títulos no Brasil |
| 2009 | Shiver            | Calafrio          |
| 2010 | Linger            | Espera            |
| 2011 | Forever           | Sempre            |
| 2014 | Sinner            | Perdido           |